# Geelvintonijn
De geelvintonijn (Thunnus albacares) is een straalvinnige vis uit de familie van makrelen (Scombridae) en behoort derhalve tot de orde van baarsachtigen (Perciformes). De vis kan een lengte bereiken van 239 cm en is herkenbaar aan zijn twee gele vinnen. De hoogst geregistreerde leeftijd is 8 jaar.

## Leefomgeving en verspreiding
De geelvintonijn komt wereldwijd voor in (sub)tropische delen van alle oceanen en in verschillende brak watergebieden. De vis komt ook voor in de Middellandse Zee. De diepteverspreiding is 0 tot zeker 400 m onder het wateroppervlak. Gegevens uit het merken van vissen toont dat de dieren trans-Atlantisch migreren en dus enorme afstanden afleggen.

## Relatie tot de mens

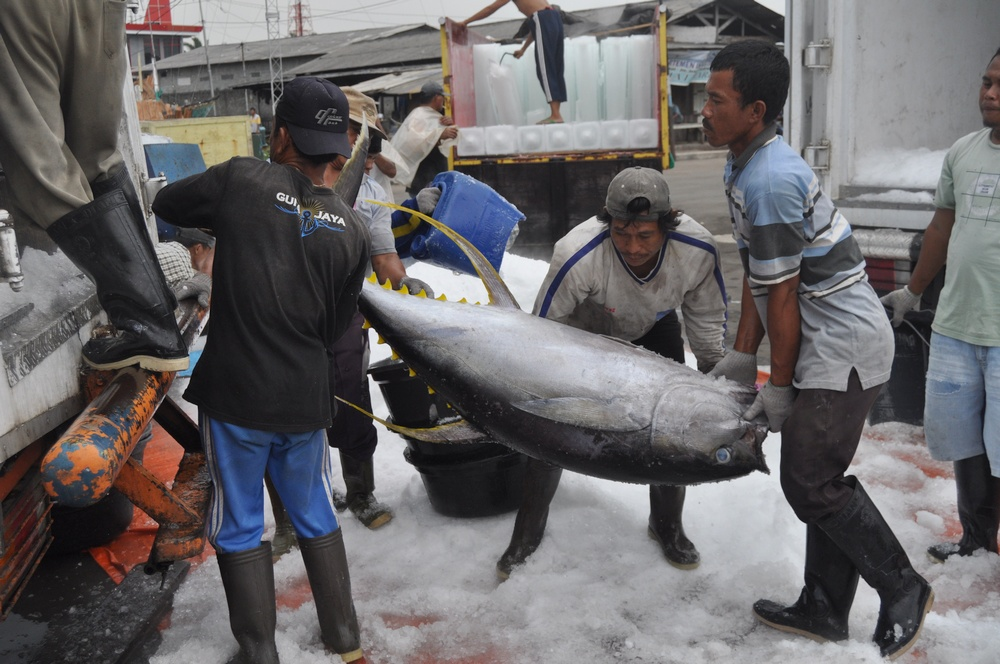
Geelvintonijn in de haven van Palabuhanratu (West Java). De kenmerkende gele vinnen zijn duidelijk zichtbaar.

De geelvintonijn is voor de visserij van groot commercieel belang en is de op een na meest ingeblikte tonijnsoort. Sinds de blauwvintonijn wordt bedreigd, wordt er meer gevist op de geelvintonijn, waardoor de populatie meer onder druk komt te staan.
De wereldwijde populatie van geelvintonijnen neemt af en de IUCN-status is aangescherpt tot 'gevoelig'.